# Achnanthidiaceae
Famille
Les Achnanthidiaceae sont une famille d'algues de l'embranchement des Bacillariophyta, de la classe des Bacillariophyceae et de l’ordre des Achnanthales.

## Systématique
La famille des Achnanthidiaceae a été créée en 1990 par le phycologue britannique David George Mann (d) (1953-).

## Étymologie
Le nom vient du genre type Achnanthidium, composé du préfixe achnanth-, par allusion au genre Achnanthes (de la famille des Achnanthaceae), et du suffixe -idium du grec ειδος / eidos, « forme ; ressemblance », en référence à la ressemblance de cette diatomée avec le genre Achnanthes.

## Liste des genres
Liste des genres selon AlgaeBase (25 avril 2022) :
- Achnanthidium Kützing, 1844 - genre type
- Astartiella A.Witkowski, Lange-Bertalot & Metzeltin, 1998
- Crenotia A.Z.Wojtal, 2013
- Eucocconeis Cleve ex F.Meister, 1912
- Gliwiczia Kulikovskiy, Lange-Bertalot & Witkowski, 2013
- Gogorevia M.Kulikovskiy, A.Glushchenko, A.Maltsev & J.P.Kociolek, 2020
- Gololobovia Kulikovskiy, Glushchenko, Genkal & Kociolek, 2020
- Gomphothidium J.P.Kociolek, Q.You, P.Yu, Y.Li., Y.Wang, R.Lowe & Q.Wang, 2021
- Haloroundia C.A.Díaz & N.I.Maidana, 2006
- Karayevia Round & L.Bukhtiyarova ex Round, 1998
- Kolbesia Round & Bukhtiyarova ex Round, 1998
- Lemnicola Round & Basson, 1997
- Madinithidium C.Desrosiers, A.Witkowski & C.Riaux-Gobin, 2014
- Majewskaea B.Van de Vijver, K.Robert, A.Witkowski & S.Bosak, 2020
- Planothidium Round & L.Bukhtiyarova, 1996
- Platebaikalia Kulikovskiy, Glushchenko, Genkal & Kociolek, 2020
- Platessa Lange-Bertalot, 2004
- Psammothidium L.Buhtkiyarova & Round, 1996
- Pseudachnanthidium Riaux-Gobin, 2015
- Rossithidium Round & L.Bukhtiyarova, 1996
- Skabitschewskia Kuliskovskiy & Lange-Bertalot, 2015
- Trifonovia Kulikovskiy & Lange-Bertalot, 2012

## Publication originale
- (en) Round, F.E., Crawford, R.M. & Mann, D.G. (1990). The diatoms biology and morphology of the genera.  pp. [i-ix], 1-747. Cambridge: Cambridge University Press.